# Mortal Kombat 1
Mortal Kombat 1 (comúnmente abreviado como MK1) es un videojuego de lucha desarrollado por NetherRealm Studios y publicado por Warner Bros. Games. Es la duodécima entrega principal de la serie Mortal Kombat y una secuela de Mortal Kombat 11 (2019). Mortal Kombat 1 es el segundo reinicio suave de la serie, tras Mortal Kombat (2011). El videojuego salió a la venta para PlayStation 5, Xbox Series X/S, Nintendo Switch y Microsoft Windows, el 19 de septiembre de 2023.
El juego se desarrolla tras los eventos de Mortal Kombat 11 de 2019 y se ambienta en una nueva línea temporal (la tercera línea temporal principal de la serie) creada por Liu Kang durante su final en la expansión Aftermath de dicho juego. En esta nueva línea temporal, Liu Kang reúne a un grupo de luchadores para participar en el último torneo de Mortal Kombat en el Mundo Exterior mientras se enfrenta a una alianza formada por el titán Shang Tsung. En la expansión posterior, Khaos Reigns, Liu Kang y sus aliados se enfrentan al titán Havik.
Tras su lanzamiento, la mayoría de las versiones de Mortal Kombat 1 recibieron críticas generalmente positivas de los críticos, con elogios hacia su fidelidad visual, roster de personajes y nuevas mecánicas, pero con críticas negativas por sus microtransacciones; por el contrario, la versión de Switch fue recibida negativamente en el lanzamiento por sus problemas técnicos, gráficos pobres y largos tiempos de carga. Una versión mejorada del juego, titulada Mortal Kombat 1: Definitive Edition, que incluye todo el contenido descargable hasta ese momento, más cosméticos adicionales, se lanzó para Nintendo Switch, Xbox Series X/S, PS5 y Microsoft Windows el 14 de mayo de 2025.

## Jugabilidad
Mortal Kombat 1 cuenta con un modo historia, multijugador online con código de red rollback y juego offline. Sin embargo, el juego cruzado y la progresión cruzada no están disponibles en Nintendo Switch, pero se agregó soporte para juego cruzado el 27 de febrero de 2024, mientras que el modo en línea llamado Rey de la Colina admitirá el juego cruzado en el futuro. El juego presenta una función llamada Kameo Fighters (luchadores kameo), que brinda asistencia al jugador durante las peleas de manera similar a los luchadores de asistencia del modo Torres del Tiempo en Mortal Kombat 11 (2019). Estos personajes están separados del elenco principal y se eligen antes de cada pelea. Hay dos tipos de asistencias proporcionadas por cada Kameo Fighter: invocaciones, que se pueden realizar mientras el jugador permanece en un lugar y emboscadas, que se pueden realizar independientemente de lo que esté haciendo el jugador. También pueden ser llamados a realizar sus propios Fatalities y Brutalities. Además, el Kameo Fighter elegido también afecta la cantidad de salud que tendrán los jugadores en una pelea.
Los Fatal Blows, que fueron introducidos por primera vez en Mortal Kombat 11, regresa con una funcionalidad diferente. Estos movimientos especiales aún se pueden activar cuando la salud de un jugador cae por debajo del 30% únicamente; sin embargo, en este juego, se realizan como movimientos ofensivos colaborativos entre un jugador y un Kameo Fighter, y cada uno realiza un ataque en conjunto. Además, el ataque más significativo realizado durante el Fatal Blow presenta los efectos X-Ray que anteriormente se ven en Mortal Kombat (2011) y Mortal Kombat X (2015). También regresa el sistema combinado Air Kombat que apareció previamente en Mortal Kombat: Armageddon (2006).
Para el modo de un jugador, el juego presenta el regreso del modo Historia basado en la trama y la forma tradicional del modo Torres de los juegos anteriores, al tiempo que presenta la adición del modo Invasión estacional, un modo en línea que combina mecánicas de lucha con juegos de mesa y de rol. Los jugadores tienen la tarea de moverse por el tablero mientras completan varios desafíos en cada espacio al que se mueven, obteniendo recompensas como máscaras, moneda del juego o arte conceptual por completar los desafíos. Cada temporada de Invasión dura alrededor de seis semanas y tiene su propio tablero y tema. Para el modo multijugador, los modos versus incluyen el modo local para jugar una partida en la misma consola, el modo en línea para jugar contra oponentes de todo el mundo y el modo Torneo para organizar un torneo con un conjunto de reglas unificadas para las partidas.
En la expansión Khaos Reigns se introducen los Animalities, un movimiento de remate que estuvo presente en Mortal Kombat 3 y sus revisiones, en donde el vencedor se transforma en un animal para acabar con la vida del oponente, en posteriores actualizaciones, se agrega un nuevo personaje oculto llamado Floyd, un ninja rosado con poderes de los otros ninjas, al cual es posible enfrentarse mediante una serie de requisitos, de la misma forma que los personajes secretos en entregas pasadas, tales como Reptile, Smoke o Noob Saibot.

## Argumento

### Prólogo
Tras los eventos acontecidos en Mortal Kombat 11, Liu Kang ha logrado derrotar a Kronika y a Shang Tsung y finalmente, asciende como el nuevo Titán del Tiempo y guardián del Reloj de Arena y restaura la línea de tiempo con el fin de crear una "Nueva Era" donde los habitantes de los reinos puedan coexistir tomando sus propias decisiones. Luego de eones diseñando la Historia del Universo (y reconociendo que la búsqueda de un equilibrio entre el bien y el mal fue lo que condujo a Kronika a la locura), decide renunciar a su energía titánica para convertirse en el Dios del Fuego y Protector de la Tierra, dejando el cuidado del Reloj a un reformado Geras.

### Modo historia
En el presente, un impotente Shang Tsung lucha por ganarse la vida en Outworld como un estafador; sin embargo, cuando un cliente enojado (que perdió a su hija por un elixir), se lo lleva a una maga imperial y le dijo que era falso, provoca que los ciudadanos lo atacaran y así su negocio quedó en quiebra, hasta que se le acerca un misterioso ser femenino que se hacía llamar "Damashi", quien le revela su potencial para convertirse en un hechicero y que fuerzas invisibles están trabajando en su contra. Mientras tanto, Liu Kang recluta a los granjeros Kung Lao y Raiden, al actor en apuros Johnny Cage y al ex yakuza Kenshi Takahashi para competir en el último torneo y Raiden finalmente es elegido campeón del Reino de la Tierra y gana el torneo.
Después de enterarse por Geras de que Shang Tsung ha recuperado sus habilidades y se desempeña como asesor de la emperatriz Sindel del Mundo Exterior, Liu Kang encarga a Kenshi, Kung Lao y Cage que investiguen las actividades de Shang Tsung. Viajan a los páramos del Mundo Exterior, donde se encuentran con los tarkatános (víctimas del virus Tarkata), y son testigos de cómo Shang Tsung extrae médula ósea de Baraka (el líder de los tarkatános). Los habitantes del Reino de la Tierra intervienen, aunque Shang Tsung escapa a su laboratorio. Con la ayuda de Baraka, el grupo localiza el laboratorio y evita que Shang Tsung aparentemente infecte a la princesa heredera Mileena, con el virus Tarkata. Sin embargo, Mileena los ataca, cegando a Kenshi antes de que Shang Tsung le inyecte un suero para controlar sus síntomas. Su hermana, la princesa Kitana y el general Shao llegan para capturar a los habitantes de la Tierra y Shang Tsung los engaña antes de reunirse con su aliado y compañero hechicero Quan Chi. Los habitantes de la Tierra son llevados a Flesh Pits, pero escapan con la ayuda de Reptile y se encuentran con Ashrah, una demonio en busca de absolución, quien revela que Quan Chi está construyendo dispositivos capaces de robar almas a escala masiva. Aunque Quan Chi usa varias almas para crear a Ermac, el grupo los derrota y destruye a uno de los ladrones de almas antes de que todos (excepto Baraka), regresen a la Tierra para advertir a Liu Kang.
Liu Kang ordena a los guerreros Lin Kuei, Sub-Zero, Scorpion y Smoke, que destruyan a los ladrones de almas y capturen a Shang Tsung, pero Shang Tsung se aprovecha para convencer a Sub-Zero de que se ponga de su lado prometiéndole acceso al Ejército de Dragones no-muertos. Mientras Scorpion y Smoke escapan, Geras, tras una mayor investigación, le informa a Liu Kang que Damashi proviene de una línea temporal paralela.
Con la ayuda de Li Mei, Liu Kang regresa al Mundo Exterior para brindarles a Sindel y sus hijas evidencia de la traición de los hechiceros y revelar su influencia en la línea de tiempo actual. Shao intenta tender una emboscada al grupo pero es derrotado y capturado. Los habitantes de la Tierra y del Mundo Exterior se alían para destruir a los ladrones de almas restantes. Ermac los ataca, pero Mileena lo derrota, permitiendo que el alma de su padre y esposo de Sindel, el emperador Jerrod, se manifieste y tome control del cuerpo de Ermac. Al enfrentarse a los hechiceros, se les une "Damashi", quien se revela como Shang Tsung de la línea de tiempo anterior. Revela además que mientras luchaban contra Liu Kang por el Reloj de Arena, fracturaron el tiempo, creando una línea de tiempo separada donde derrotó a Kronika y Liu Kang y se convirtió en un Titán. Con la intención de absorber la línea temporal de Liu Kang, traiciona a los hechiceros y convoca a sus propios guerreros. El grupo de Liu Kang los ahuyenta por poco, aunque Sindel resulta fatalmente herida y nombra a Mileena su sucesora antes de morir, con Jerrod absorbiendo su alma.
Al formar una alianza temporal para hacer frente a la amenaza, Shang Tsung plantea la hipótesis de que hay más líneas de tiempo fuera del conocimiento de su contraparte. Geras agrega que había almacenado los poderes de Titán de Liu Kang en caso de que surgiera la necesidad. Mientras los demás parten para destruir el Ejército Dragón, Liu Kang recupera sus poderes de Titán y se reúne con sus amigos de la línea temporal anterior para reclutar fuerzas para la próxima batalla. Anticipándose a esto, el titán Shang Tsung convoca un ejército de sus malvados homólogos. Después de una batalla agotadora, el grupo de Liu Kang prevalece, lo que le permite borrar de la existencia al titán Shang Tsung y su línea temporal. Después de devolver a todos los que reclutó a sus líneas de tiempo nativas, Liu Kang regresa a la suya para felicitar a sus campeones durante la cena antes de partir para ayudar a Scorpion y Smoke a fundar el clan Shirai Ryu y preparar el Reino de la Tierra para futuros conflictos.
En una escena a mitad de créditos, guerreros de una línea de tiempo alternativa liderados por el titán Havik observan las secuelas de la batalla entre Liu Kang y el titán Shang Tsung. Al sentir que todo terminó demasiado rápido, el titán Havik promete comenzar una batalla nueva y más larga que ninguno podría sobrevivir.

### Khaos Reigns
Sub-Zero lidera a los Lin Kuei en una emboscada a los Shirai Ryu en la Academia Wu-Shi durante la boda de Scorpion y Harumi junto a dos de sus guerreras blindadas, Sektor y Cyrax, a esta última a quien engañó haciéndole creer que Scorpion y Liu Kang habían traicionado al Reino de la Tierra. Después de enterarse del engaño de Sub-Zero, Cyrax se vuelve contra él y ayuda a los guerreros Shaolin y Shirai Ryu a defenderse de los Lin Kuei y capturar a Sub-Zero y Sektor, aunque Scorpion se niega a perdonar a Cyrax a pesar de mostrar misericordia. Los dos son llevados para ser juzgados por Mileena, a quien Liu Kang intenta convencer de que los perdone para evitar un mayor conflicto.
Durante la negociación, son atacados por el titán Havik, quien anteriormente luchó junto al titán Shang Tsung y ahora busca fusionar otras líneas temporales con la suya. Mientras sus guerreros del Reino del Caos capturan a Geras, Sub-Zero los persigue, solo para ser capturado también. Pronto se entera de Havik que tiene la intención de combinar los cristales temporales de Geras con seis artefactos llamados los Kamidogu para destruir el multiverso y remodelarlo a su imagen antes de experimentar con Sub-Zero.
Sabiendo que él y Mileena deben permanecer en su línea de tiempo para protegerla, Liu Kang envía a Scorpion, Cyrax y Sektor a Khaosrealm para rescatar a Geras. Allí, se alían con tres miembros de una rebelión contra Havik: el teniente coronel Johnathan Cage de una línea de tiempo similar a la Segunda Guerra Mundial y el emperador Rain y la emperatriz Tanya, que habían sido depuestos cuando las fuerzas de Havik absorbieron su línea de tiempo. Havik los separa y los atrapa en un laberinto mortal, donde Rain se sacrifica para salvar a Sektor y Tanya. Después de que Tanya negocia con un dragón poderoso atrapado llamado Orin, se infiltran en la ciudadela de Havik. Ahí se encuentran con Sub-Zero, que ha sido transformado por Havik en un ser oscuro del caos llamado Noob Saibot. Después de derrotar a Saibot, rescatan a Geras y escapan con él y el Kamidogu.
Liu Kang no puede curar a Saibot de su condición, pero logra liberarlo del control de Havik. Havik y sus fuerzas invaden la línea de tiempo de Liu Kang, donde regresa y se fortalece con el Kamidogu. No obstante, Saibot y Liu Kang lo derrotan en el proceso. Saibot intenta matarlo, pero Liu Kang y Geras lo detienen para proteger a los sobrevivientes de la destrucción de Havik. Liu Kang permite que Sektor se vaya y se convierta en la gran maestra de los Lin Kuei mientras promete encontrar una manera de restaurar a Saibot, manteniéndolo en el Templo de los Elementos por seguridad mientras tanto. Scorpion perdona a Cyrax por sus transgresiones y la invita a unirse al Shirai Ryu.

## Personajes
Desde la fecha de anuncio del juego, se ha revelado que contará con las nuevas versiones de personajes icónicos de la franquicia. Seis personajes adicionales y cinco luchadores kameo, están previstos para el lanzamiento posterior a través del contenido descargable «Kombat Pack».
Algunos personajes que aparecieron por última vez en Mortal Kombat Armageddon regresaron en este juego, tales como Motaro, Reiko, Sareena, Ashrah, Havik, Darrius, Nitara, Shujinko, Li Mei, Mavado y Khameleon; además se agregó un nuevo personaje llamado Floyd, que aparece como luchador oculto.

#### Kameo Fighters
Los Kameo Fighters son una lista única de personajes que ayudan en los combates y amplían las posibilidades de juego. Estos personajes se eligen por separado de la lista principal de luchadores.

### Roster de personajes
| Personajes jugables | Personajes Kameo |
| --- | --- |
| Plantilla base - Ashrah - Baraka - General Shao - Geras - Havik - Johnny Cage - Kenshi Takahashi - Kitana - Kung Lao - Li Mei - Liu Kang - Mileena - Nitara - Raiden - Rain - Reiko - Reptile - Scorpion (Kuai Liang) - Shang Tsung - Sindel - Smoke - Sub-Zero (Bi-Han) - Tanya Kombat Pack - Ermac - Homelander - Omni-Man - Peacemaker - Quan Chi - Takeda Takahashi Kombat Pack 2/Khaos Reigns - Conan el Bárbaro - Cyrax (femenina) - Ghostface - Noob Saibot - Sektor (femenina) - T-1000 | Plantilla base - Cyrax (masculino) - Darrius - Frost - Goro - Jax Briggs - Kano - Kung Lao - Motaro - Sareena - Scorpion (Hanzo Hasashi) - Sektor (masculino) - Shujinko - Sonya Blade - Kurtis Stryker - Sub-Zero (Kuai Liang) Kombat Pack - Ferra - Janet Cage - Khameleon - Mavado - Tremor Kombat Pack 2/Khaos Reigns - Madam Bo |

### Personaje oculto
- Floyd: es un ninja de color rosado que tiene todos los poderes de los otros ninjas, su nombre viene de la banda inglesa Pink Floyd, y tiene la habilidad de invocar arco iris, como posible referencia al disco Dark Side of the Moon.

## Desarrollo
Tras cesar el apoyo a Mortal Kombat 11, NetherRealm Studios reveló que estaba trabajando en un nuevo proyecto en julio de 2021. El actor de voz de Johnny Cage, Andrew Bowen, indicó que la duodécima entrega estaba en desarrollo en un tuit borrado precipitadamente. En febrero de 2023, el director ejecutivo de Warner Bros. Discovery, David Zaslav, anunció durante una conferencia sobre los beneficios del cuarto trimestre de 2022 que la duodécima entrega de la serie se estrenaría ese mismo año.
El 18 de mayo de 2023, NetherRealm Studios anunció Mortal Kombat 1 con fecha de lanzamiento el 19 de septiembre de 2023. Se trata de un reinicio de la serie y está ambientado en la línea temporal de la Nueva Era creada por Liu Kang tras alcanzar la deidad en Mortal Kombat 11 en 2019. Los primeros personajes jugables en ser confirmados fueron: Liu Kang, Raiden, Kung Lao, Kitana, Mileena, Scorpion (Kuai Liang) y Sub-Zero (Bi-Han) además de Johnny Cage y Kenshi Takahashi, junto con los siguientes Kameo Fighters: Sub-Zero (Kuai Liang), Jax Briggs, Sonya Blade, Kano, Goro, Kung Lao y Kurtis Stryker. NetherRealm Studios también anunció que aquellos que preordenen cualquier versión del videojuego para PS5 y Xbox Series también recibirán acceso a una beta en agosto, y después del lanzamiento del videojuego, NetherRealm proporcionará cross-play y cross-progression y al personaje Shang Tsung sin costo adicional. Una skin para Johnny Cage basada en su imagen y con la voz de Jean-Claude Van Damme, estará disponible como contenido descargable premium. Las versiones para PS5 y Xbox Series del juego están siendo desarrolladas por NetherRealm Studios, la versiones para Windows por QLOC, y la versión para Nintendo Switch por Shiver Entertainment y Saber Interactive.
El 6 de julio se reveló un nuevo tráiler temático sobre el clan Lin Kuei, en el que se confirmó a Smoke y Rain como nuevos peleadores, además de Scorpion (Hanzo Hasashi), Cyrax, Sektor y Frost como Kameo Fighters.
El 21 de julio, en la Comic Con de San Diego, se revelaron dos nuevos tráileres. En el primero se confirmó a Li Mei, Tanya y Baraka como personajes jugables, junto a Darrius como personaje Kameo. En el segundo se reveló el primer Kombat Pack, con 6 personajes en total; 3 del universo de Mortal Kombat, y 3 invitados: Ermac, Quan Chi, Takeda Takahashi, Omni-Man, Peacemaker y Homelander, confirmando la filtración de Amazon Italia como real, donde se dio una lista con todos los personajes jugables del Kombat Pack mas 5 Kameo Fighters.
La semana siguiente a la revelación del Kombat Pack, se reveló un tráiler, donde se confirmó a Geras como personaje jugable.
El 6 de agosto, en la EVO 2023, se reveló un nuevo tráiler, en el que se confirmó a Reptile, Ashrah y Havik como personajes jugables, y a Sareena como Kameo Fighter.
El 21 de agosto, en la GamesCom 2023, se reveló un tráiler, en el que se confirmó a dos personajes jugables, Sindel y el General Shao (una reinvención de Shao Kahn), además de los dos últimos Kameo Fighters del juego base: Motaro y Shujinko.
El 6 de septiembre de 2023, se reveló un tráiler en donde se confirma a Nitara como personaje jugable, interpretada por la actriz de cine Megan Fox. En la misma semana, se mostró el skin del personaje Johnny Cage en la piel de Jean-Claude Van Damme, actor que originalmente dio las bases para la creación de este luchador del videojuego. A la semana siguiente, se mostró el tráiler de lanzamiento del juego, donde se vio en acción a Shang Tsung, y se confirmó oficialmente a Reiko como el último personaje jugable del juego base.
El 14 de octubre, en la Comic Con de Nueva York, se reveló un tráiler donde se vio en acción al primer personaje jugable del Kombat Pack, y a la vez, el primer invitado del juego: Omni-Man, de la serie Invencible, el cual cuenta con su voz original de la serie, es decir, J. K. Simmons. El viltrumita era asistido por el primer Kameo Fighter del Kombat Pack: Tremor, el cual aparecía en la lista filtrada de Amazon Italia. El 1 de noviembre, se reveló otro tráiler, donde se mostraron más movimientos de ambos personajes, incluyendo sus Fatal Blows y sus Fatalities.
El 3 de diciembre se reveló un tráiler donde se vio en acción al segundo personaje jugable del Kombat Pack, y al mismo tiempo, el primer personaje originario de la franquicia en ser DLC (sin contar a Shang Tsung): Quan Chi, uno de los villanos principales del juego, asistido por la segunda Kameo Fighter del Kombat Pack: Khameleon, la cual es vista en el modo historia, y también aparecía en la filtración de Amazon Italia. Al final del mismo tráiler se dio un adelanto de que Peacemaker, miembro del Escuadrón Suicida, el cual aparece en la película de 2021, y protagonista de su misma serie, sería el siguiente personaje jugable, contando con el rostro y la voz de su intérprete, John Cena, el famoso luchador de la WWE.
El 22 de febrero de 2024 se reveló un tráiler donde se vio en acción a Peacemaker, el tercer personaje jugable del Kombat Pack, y segundo invitado, acompañado de Janet Cage, una versión femenina de Johnny Cage, como la tercera Kameo Fighter del Kombat Pack, la cual es vista en el modo historia; en la filtración de Amazon Italia se insinuaba que el mismo Johnny Cage iba a ser jugable y kameo a la vez, para evitar spoilers, esta información fue modificada posteriormente.
El 6 de abril de 2024 se reveló un tráiler del primer vistazo al cuarto personaje jugable del Kombat Pack, y segundo personaje oriundo de la saga en forma de DLC: Ermac, quien también es visto en el modo historia como un antagonista menor, además de que su aspecto fue ligeramente cambiado, cubriendo su rostro con una máscara, ya que a muchos fans no les gustaba cómo se veía; el ninja rojo iba acompañado por Mavado como el cuarto Kameo Fighter del Kombat Pack, quien también es mencionado en la filtración de Amazon Italia. Tres días después se reveló otro tráiler donde se mostraron sus movimientos especiales, incluyendo sus Fatal Blows y sus Fatalities.
El 28 de abril de 2024 se reveló un teaser del primer vistazo al quinto personaje jugable del Kombat Pack, tercer invitado y el último invitado del mismo pack DLC: Homelander, villano principal de la serie de televisión The Boys, en donde solamente se vio su aspecto, pero no se oyó su voz, debido a que Antony Starr no le pone su voz, sin ninguna explicación ofrecida. A la semana siguiente, se reveló otro tráiler, donde se vio al supervillano junto a Ferra, la quinta y última Kameo Fighter del Kombat Pack, también mencionada en la filtración de Amazon Italia, ya confirmada como 100% real; en ese mismo tráiler se mostraron solamente los Fatalities de Homelander. El 29 de abril se reveló un último tráiler, donde se mostraron los movimientos especiales, tanto de Homelander como de Ferra, además de los Fatal Blows y el fatality de Ferra.
El 28 de junio de 2024 se reveló un teaser del primer vistazo al sexto y último personaje jugable del Kombat Pack, y tercer personaje de la franquicia en formato DLC: Takeda Takahashi, quien en esta línea temporal no es el hijo de Kenshi, sino su primo; el 15 de julio se mostró un tráiler donde se vio en acción al luchador, demostrando sus movimientos especiales, Fatal Blow y Fatalities.
El 26 de julio de 2024, en la Comic Con de San Diego (California), se anunció que el juego tendría una expansión del modo historia, titulada "Khaos Reigns", la cual tendría como antagonista principal a Havik, y 6 personajes nuevos se unirían al roster en un Kombat Pack 2, 3 del universo de Mortal Kombat: uno de ellos siendo Noob Saibot, y los otros dos, Sektor y Cyrax, esta vez, en versiones femeninas, mas 3 invitados: Ghostface, Conan el Bárbaro y el T-1000, además de que volvería uno de los movimientos finales, los Animalities, que aparecieron en Mortal Kombat 3 y sus revisiones (Ultimate Mortal Kombat 3 y Mortal Kombat Trilogy), y estarían disponibles como actualización gratis; Cyrax, Sektor y Noob Saibot llegarían con la expansión, mientras que los invitados vendrían de forma escalonada, uno tras otro.
La primera luchadora del Kombat Pack 2 en verse en acción fue Cyrax, teniendo su tráiler el 15 de agosto de 2024, en donde se mostraron todos sus movimientos especiales, incluyendo su Fatal Blow, Fatalities y Animality; la segunda luchadora del mismo pack que se vio en acción fue Sektor, cuyo tráiler fue lanzado el 4 de septiembre de 2024, y nuevamente, se vieron todos sus movimientos, hasta sus remates; seis días después, se lanzó el tráiler del tercer luchador del pack, Noob Saibot, siendo el mismo Bi-Han convertido en espectro del caos por Havik, y también se revelaron sus movimientos, incluso sus remates.
El 18 de septiembre de 2024 se reveló un tráiler del lanzamiento de la expansión Khaos Reigns, donde se vio un primer vistazo al primer invitado del Kombat Pack 2, y cuarto invitado del juego: Ghostface, el villano de la saga de películas de terror Scream, cuyo teaser fue mostrado el 26 de octubre de 2024, el asesino cuenta con la voz de su actor original, Roger L. Jackson; el 13 de noviembre de 2024, se mostró su tráiler completo, donde se vieron todos sus movimientos, incluso su Fatal Blow, Fatalities y Animality.
El 10 de diciembre de 2024 se reveló el teaser del primer vistazo al segundo invitado del Kombat Pack 2 y quinto invitado de todo el juego: Conan el Bárbaro, protagonista de la saga de comics de su mismo nombre, el cual tiene el rostro de Arnold Schwarzenegger, quien interpreta al personaje en la película de 1982, el 16 de enero de 2025 se mostró el tráiler de la Pro Kompetition 2025, donde se vieron los movimientos especiales de Conan, incluyendo su Fatal Blow, Fatalities y Animality, además de verse un primer vistazo al T-1000, villano principal de Terminator 2: el juicio final, el cual cuenta con el rostro y voz de Robert Patrick.
El 23 de febrero de 2025 se reveló el teaser del T-1000, tercer invitado del Kombat Pack 2, y sexto y último invitado del juego, donde solamente se vieron unos pocos movimientos y uno de sus Fatalities, además de que se confirmó la adición de una nueva Kameo Fighter, siendo esta Madam Bo, quien aparece en el modo historia como aliada del bien y como entrenadora de los monjes Shaolin; a la semana siguiente se mostró otro teaser en donde se vieron algunos movimientos de Madam Bo, incluido su fatality; tres días después se vio el tráiler completo del T-1000, donde se mostraron sus movimientos, incluidos su segundo Fatality, Fatal Blow y Animality.
El 14 de mayo de 2025 se anunció la edición definitiva del juego, con todo el contenido incluido, llamada Mortal Kombat 1: Definitive Edition, dando así el cese de apoyo al juego.